# Gundula Janowitz
Gundula Janowitz (Berlino, 2 agosto 1937) è un soprano austriaco.

## Biografia
Ha studiato presso il Conservatorio di Graz. Nel 1960 ha fatto il suo debutto operistico come Barbarina ne Le nozze di Figaro di Mozart alla Staatsoper di Vienna, in cui in seguito è divenuta una presenza fissa fino al 1990 con 682 recite complessive, e ha cantato al Festival di Bayreuth tra il 1960 e il 1963 e al Festival di Salisburgo dal 1963. Tra il 1963 e il 1966 ha cantato presso l'Opera di Francoforte sul Meno, quindi alla Deutsche Oper Berlin. Nel 1964 sempre ne Le nozze di Figaro a Vienna interpreta Cherubino e nel 1968 la Contessa Almaviva. Quello della Contessa Almaviva sarà il ruolo da lei maggiormente rappresentato allo Staatsoper, con settantuno recite.
Delle sue apparizioni al Festival di Glyndebourne rimane testimonianza della sua sensazionale Ilia nell'Idomeneo di Mozart diretto da John Pritchard nel 1964 (grazie alla presenza di Luciano Pavarotti, splendido nel ruolo di Idamante, la scena II del terzo atto di questa esecuzione, per la contemporanea presenza di due timbri vocali tra i più luminosi del ventesimo secolo, è una di quelle pagine operistiche che ogni appassionato di lirica deve assolutamente conoscere).
Nel 1965 è Erzengel Gabriel/Eve nel concerto nel Großes Festspielhaus di Salisburgo con "La Creazione" di Franz Joseph Haydn.
Il soprano ha cantato all'Osterfestspiele di Salisburgo di Herbert von Karajan negli anni 1967-1968, nel 1967 ha cantato in concerto al Teatro La Fenice di Venezia e in seguito fece il suo debutto al Metropolitan Opera di New York come Sieglinde (La Valchiria di Wagner) nel novembre 1967.
Nel 1970 è la contessa Rosina nella ripresa nel Kleines Festspielhaus di Salisburgo di "Le nozze di Figaro" di W.A. Mozart.
Nel 1971 è Marschallin nella prima rappresentazione radiofonica nell'Auditorium RAI di Napoli di "Der Rosenkavalier" ("Il cavaliere della rosa") di Richard Strauss.
Nel 1972 canta il Requiem di Mozart alla Chiesa di San Giorgio sull'Isola di San Giorgio Maggiore per La Fenice.
Nel 1974 torna al Teatro La Fenice per un recital di lieder di Schubert e Wolf.
Nel 1976 è Donna Anna in Don Giovanni al Royal Opera House di Londra.
Nel 1977 tiene un concerto di lieder con musiche di Richard Strauss e Franz Liszt al Teatro La Fenice e al Grand Théâtre di Ginevra. Nello stesso anno è ancora a Venezia che esegue i Vier letzte Lieder di Richard Strauss.
Nel 1978 è Leonora in Fidelio al Teatro alla Scala di Milano.
Nel 1980 è Ariadne/Primadonna nella ripresa nel Kleines Festspielhaus di Salisburgo di "Ariadne auf Naxos" di Richard Strauss.
Nel 1981 è ancora Donna Anna in Don Giovanni al Royal Opera House di Londra.
Nel 1982 canta in concerto al Teatro La Fenice.
Nel 1984 tiene un recital nel Teatro Ducale di Parma con musiche di Franz Schubert.
Nel 1987 tiene una serata di lieder all'Auditorio S. Leone Magno di Roma.
Nel 1990-1991 Gundula Janowitz è stata direttrice del Teatro di Graz-Steiermark.
Il suo nome è legato soprattutto al repertorio mozartiano: è annoverata tra le migliori interpreti della Contessa di Almaviva nelle Nozze di Figaro (la sua esecuzione del duetto 'dei pini' con la sua grande amica nonché collega Edith Mathis nell'edizione diretta da Karl Böhm è stata inserita nel film Le ali della libertà di Frank Darabont) e di Donna Anna nel Don Giovanni; ha cantato anche Fiordiligi nel Così fan tutte. La sua Pamina ne Il flauto magico diretto da Otto Klemperer si pone come vertice a tutt'oggi insuperato del ruolo.
Il suo repertorio comprende Wagner (Elsa nel Lohengrin, Eva ne I maestri cantori di Norimberga e Sieglinde ne La Valchiria) e Richard Strauss (Ariadne nell'Arianna a Nasso, Arabella nell'opera omonima, la Contessa in Intermezzo). Del repertorio tedesco è stata eccellente interprete anche di Leonore nel Fidelio di Beethoven e di Agathe ne Il franco cacciatore di Weber.
La sua incisione dei Vier letzte Lieder di R. Strauss sotto la direzione di Herbert von Karajan è una pietra miliare della storia della discografia (ascoltabile qui).
Ha partecipato anche ad esecuzioni storiche di partiture del grande repertorio sinfonico-corale: Il Messia (Händel), le due Passioni e la Messa in si minore (Bach), il Requiem (Mozart), La creazione e Le stagioni (Haydn), la Messa solenne e la Nona sinfonia (Beethoven), il Requiem tedesco (Brahms).
In Italia, nonostante abbia cantato anche alla Scala di Milano e alla RAI, è nota soprattutto attraverso le incisioni effettuate con la Deutsche Grammophon. Nonostante abbia spesso effettuato alcune incursioni in opere di Giuseppe Verdi quali Simon Boccanegra e Don Carlo la Janowitz non ha particolarmente incontrato il favore del pubblico italiano.

## Repertorio
| Repertorio operistico parziale          | Repertorio operistico parziale | Repertorio operistico parziale |
| Ruolo                                   | Titolo                         | Compositore                    |
| --------------------------------------- | ------------------------------ | ------------------------------ |
| Leonore Marzelline                      | Fidelio                        | Beethoven                      |
| Micaëla                                 | Carmen                         | Bizet                          |
| Helena                                  | A Midsummer Night's Dream      | Britten                        |
| Euridice                                | Orfeo ed Euridice              | Gluck                          |
| Clitennestra                            | Ifigenia in Aulide             | Gluck                          |
| Armida                                  | Armida                         | Haydn                          |
| Lola                                    | Cavalleria rusticana           | Mascagni                       |
| Atena Drusilla                          | L'incoronazione di Poppea      | Monteverdi                     |
| Ilia                                    | Idomeneo, re di Creta          | Mozart                         |
| Barbarina Cherubino Contessa d'Almaviva | Le nozze di Figaro             | Mozart                         |
| Donna Anna Donna Elvira                 | Don Giovanni                   | Mozart                         |
| Fiordiligi                              | Così fan tutte                 | Mozart                         |
| Pamina Prima dama                       | Die Zauberflöte                | Mozart                         |
| Un angelo                               | Palestrina                     | Pfitzner                       |
| Mimì                                    | La bohème                      | Puccini                        |
| Kate Pinkerton                          | Madama Butterfly               | Puccini                        |
| Dido                                    | Dido and Aeneas                | Purcell                        |
| Mařenka                                 | Prodána nevěsta                | Smetana                        |
| Giulia                                  | La Vestale                     | Spontini                       |
| Rosalinde                               | Die Fledermaus                 | Strauss, Johann II             |
| Fünf Magde                              | Elektra                        | Strauss, Richard               |
| Marescialla                             | Der Rosenkavalier              | Strauss, Richard               |
| Ariadne/Primadonna Echo                 | Ariadne auf Naxos              | Strauss, Richard               |
| L'Imperatrice                           | Die Frau ohne Schatten         | Strauss, Richard               |
| Arabella                                | Arabella                       | Strauss, Richard               |
| Christine                               | Intermezzo                     | Strauss, Richard               |
| Contessa Madeleine                      | Capriccio                      | Strauss, Richard               |
| Contessa di Ceprano                     | Rigoletto                      | Verdi                          |
| Flora Bervoix                           | La traviata                    | Verdi                          |
| Amelia Grimaldi                         | Simon Boccanegra               | Verdi                          |
| Elisabetta di Valois Voce dal cielo     | Don Carlo                      | Verdi                          |
| Ada                                     | Die Feen                       | Wagner                         |
| Elisabeth                               | Tannhäuser                     | Wagner                         |
| Elsa di Brabante                        | Lohengrin                      | Wagner                         |
| Freia                                   | Das Rheingold                  | Wagner                         |
| Gerhilde Sieglinde                      | Die Walküre                    | Wagner                         |
| Gutrune Woglinde                        | Götterdämmerung                | Wagner                         |
| Eva                                     | Die Meistersinger von Nürnberg | Wagner                         |
| Fanciulla fiore                         | Parsifal                       | Wagner                         |
| Agathe                                  | Der Freischütz                 | Weber                          |

## Discografia parziale
- Bach, Messa in si min. - Karajan/Ludwig/Kerns, Deutsche Grammophon
- Bach, Oratorio di Natale - Richter/Wunderlich, Archiv Produktion
- Bach, Passione Matteo - Karajan/Schreier, Deutsche Grammophon
- Beethoven, Fidelio - Bernstein/Kollo/Popp, Deutsche Grammophon
- Beethoven, Sinf. n. 9/Ouv. Coriolano - Karajan/Kmennt/Berry, Deutsche Grammophon
- Brahms, Requiem tedesco - Karajan/Wächter, Deutsche Grammophon
- Brahms: Ein Deutsches Requiem, Schicksalslied - Bernard Haitink/Gundula Janowitz/Tom Krause/Wiener Philharmoniker/Wiener Staatsopernchor, 1980 Philips
- Gluck, Orfeo ed Euridice - Richter/Fischer-D., Deutsche Grammophon
- Haydn, Creazione - Karajan/Ludwig/Berry, Deutsche Grammophon
- Haydn, Die Jahreszeiten - Gundula Janowitz/Herbert von Karajan/Werner Hollweg, 1973 EMI/Warner
- Mozart, Die Zauberflöte - Klemperer/Janowitz/Popp, 2009 EMI
- Mozart, Così fan tutte - Böhm/Fassbaender/Prey, Deutsche Grammophon
- Mozart, Nozze di Figaro - Böhm/Prey/Mathis, Deutsche Grammophon
- Mozart, Missa Solemnis K. 139 "Waisenhaus-Messe" - Claudio Abbado/Frederica von Stade/Gundula Janowitz/Konzertvereinigung Wiener Staatsopernchor/Kurt Moll/Norbert Balatsch/Rudolf Scholz/Wiener Philharmoniker/Wieslaw Ochman, 1989 Deutsche Grammophon
- Orff, Carmina burana - Jochum/Fischer-D., Deutsche Grammophon
- Schubert, Lieder vol.I - Gage, Deutsche Grammophon
- Strauss, R., Vier letzte Lieder/Metamorfosi - Karajan, Deutsche Grammophon
- Strauss, R., Ariadne auf Naxos - Gundula Janowitz, EMI
- Weber, Franco cacciatore - Kleiber/Mathis/Crass, Deutsche Grammophon
- Janowitz, The Golden Voice - Gundula Janowitz, Deutsche Grammophon
- Janowitz, The Gundula Janowitz Edition - 2017 Deutsche Grammophon

## DVD & BLU-RAY
- Beethoven, Fidelio - Bernstein/Kollo/Popp, Deutsche Grammophon
- Beethoven, Sinf. n. 7-9 - Karajan/Ludwig, Deutsche Grammophon
- Brahms, Requiem tedesco (Salisburgo, live, 1978) - Karajan/Van Dam/BPO, Deutsche Grammophon
- Mozart, Requiem - Böhm/Ludwig/Schreier, Deutsche Grammophon
- Strauss,J., Pipistrello - Böhm/Windgassen, Deutsche Grammophon
- Strauss,R., Arabella - Solti/Weikl/Kollo, Decca
- Strauss,R., Arianna a Nasso - Böhm/Kollo/Berry, Deutsche Grammophon